# Dicranota (Paradicranota) reitteri
Dicranota (Paradicranota) reitteri is een tweevleugelige uit de familie Pediciidae. De soort komt voor in het Palearctisch gebied.